# Jan Freese
Jan Per Georg Haraldsson Freese, född 28 oktober 1933 i Kungsholms församling i Stockholm, död 28 september 2007 i Kungsholms församling, var en svensk jurist, ämbetsman, författare och debattör. 
Freese tog juris kandidatexamen 1971 och blev hovrättsfiskal i Svea hovrätt 1964. År 1970 blev han hovrättsassessor och 1973 byråchef vid Datainspektionen. Jan Freese var biträdande sekreterare i offentlighets- och sekretesslagstiftningskommittén åren 1969–1972. Under år 1977 var han tjänstledig från datainspektionen för att vara direktör för Arbetsmarknadens  försäkrings AB (AFA). Freese skulle ha tillträtt som VD för AFA den 1 juli 1977, men blev i stället generaldirektör för Datainspektionen 1977–1986. Freese var också vice VD och chef för samhällspolitiska avdelningen inom Sveriges Industriförbund 1986–1992, generaldirektör för Telestyrelsen 1992–1994 och för Post- och telestyrelsen 1994–1997 samt bland annat styrelseordförande i bolaget Nordisk Mobiltelefon AB. 
Freese invaldes 1989 som ledamot av Ingenjörsvetenskapsakademien.
Under slutet av 1990-talet var Freese en pådrivare för samhället skulle ta millenniebuggen på allvar. Han skrev flera debattartiklar som manade till handling och gjorde beräkningar av kostnaderna för omställningen. Kritiker kallade honom för domedagsprofet. I juni 1999 utsågs han till ordförande för 2000-delegationen, som på Sveriges regerings uppdrag samordnade arbetet med millenniebuggen.
Jan Freese är begravd på Råcksta begravningsplats.